# 山添村 (山形県)
山添村（やまぞえむら）はかつて山形県東田川郡にあった村。現在の鶴岡市中心部の南方、赤川左岸にあたる。

## 地理
- 河川：赤川、青龍寺川

### 隣接していた自治体
- 東田川郡：斎村・黄金村・黒川村・本郷村・東村
- 西田川郡：田川村

このうち、本郷村と東村は、1954年8月1日に合併し朝日村になっている。

## 歴史
- 1876年（明治9年）12月11日 - 合併し西片屋村・常盤木村・桂荒俣村・寿村が発足する[1]。同日、中村が中田村に改称する[1]。
- 1889年（明治22年）4月1日 - 町村制の施行により、板井川村、西片屋村、東荒屋村、西荒屋村、常盤木村、備前村、丸岡村、中田村、桂荒俣村、上山添村、下山添村、鳥飼島村および寿村の一部の区域をもって山添村が発足[2]。
- 1916年（大正5年）7月13日 - 村役場が移転[3]。
- 1921年（大正10年）7月20日 - 黒川村との境界を変更[4]。
- 1954年（昭和29年）12月1日 - 黒川村と合併して櫛引村が発足、同日山添村廃止[5]。

## 人口
1950年国勢調査による。
- 世帯数：828戸
- 人口：5,383人
- 人口密度：236人/km2
- 男女比：女性100人に対し男性94.5人

## 村長
- 五十嵐九兵衛[7]
- 佐藤正孝[7]
- 加藤廣記[7]
- 菅原卯三郎[7]
- 小林庄兵衛[7]

## 地名
小字の出典は『山形県地名録』241-242頁による。

### 大字坂井川
小字：坂井川・一ノ俣・烏類草沢（）・勝地・上川原・中川原・下川原・堰根下・二本橋下・林之腰・東村・宮野下・水無下・村西・横道

### 大字桂荒俣
前身となる桂荒俣村は、1876年12月11日に上桂俣村、下桂俣村、備前荒屋敷村が合併して発足した。
小字：桂荒俣・桂前・桂下・神田・北田・楯ノ前・千原郷・天王俣・西川向・村東

### 大字上山添
小字：北早田・神明前・田中・成田・八反田・前川原・中川原・厩免・村下・六千刈

### 大字下山添
小字：下山添・赤石・石ナ田・太田・大樋・大西・沖田・川田・小鷹・道祖神・笹花・楯ノ越・道外（）・西川原・火渡（）・水押・宮ノ越・柳田・簗場・若宮

### 大字寿
小字：寿・塩田

### 大字常盤木
前身となる常盤木村は、1876年12月11日に湯殿村・関口村・高橋村ほか計5村が合併して発足した。
小字：常盤木・臼井・砂塚・関口・中才・西田元・上川原・中川原・下川原・東川原・宮西・村東・岩野

### 大字鳥飼島
小字：鳥飼島・前川原・白石川原

### 大字中田
前身となる中田村は、1876年12月11日に中村から改称した。
小字：中田・川東・十二又・染屋・田中前・八幡・村西・村下

### 大字西荒屋
小字：西荒屋・石ナ田・岡山・唵那羅山（）・川原田・上野（）・萱野・北村下・杉下・角田（）・雪車立場（）・椿沢・外山田（）・仲西下・西ノ後・花ノ木・水上沢・宮ノ根（）・谷地田・柳沢・山崎・割田・蕨野

### 大字東荒屋
小字：東荒屋・上荒屋・畔・押切・小嶋・志田川原・竹ノ内・寺廻・中村・西川原・西沢田・西田中・水押（）・宮西・宮東・村下

### 大字西片屋
前身となる西片屋村は、1876年12月11日に片貝村・興屋村・西岩本村が合併して発足した。
小字：西片屋・中西・道東・道西・水上・水下・村下

### 大字備前
小字：備前・川向・楯国立・乗川・広面・坊ノ橋

### 大字丸岡
小字：丸岡・鳥飼・東俣・町ノ裏・町ノ内・水上

## 産業
主な産業は農業であった。農業戸数は1953年時点で588戸、うち専業農家は415戸であった。米の年間収穫高は1939年で893,560円であった。

## 教育
1953年時点

### 小学校
- 学校数：本校1校、分校1校
- 学級数：18組
- 児童数：719人

### 中学校
- 学校数：1校
- 学級数：9組
- 生徒数：370人

## 交通

### 道路
- 六十里越街道（現・国道112号）

現在は旧村域に山形自動車道の櫛引パーキングエリアが所在するが、当時は未開通。

## 出身有名人・ゆかりの人物
- 佐藤雄能 - 教育者、鉄道省事務官[11]
- 佐藤正己 - 植物学者、茨城大学名誉教授[12]